# Hans Senn
Hans Senn, né en 1918 à Aarau et mort en 2007 à Berne, est un universitaire et officier général de l'Armée suisse.

## Biographie
Jeune officier, Hans Senn étudie à l'École supérieure de guerre de Paris. Devenu ensuite chef des opérations de l’armée, il préconise dans les années 1960, sans succès, une politique d’armement nucléaire comme moyen de dissuasion face au Pacte de Varsovie. La Suisse ratifie finalement le Traité de non-prolifération nucléaire.
En tant que chef d'état-major général, avec le grade de commandant de corps, Senn est l'officier le plus haut gradé de Suisse de 1977 à 1980.
Après sa retraite, il est maître de conférences de sciences et d'histoire militaire à l'université de Berne (1981-1988). Membre de l'Association suisse d'histoire et de sciences militaires (1971) et de la Schweizerische Gesellschaft für militärhistorische Studienreisen, Senn écrit plusieurs ouvrages de référence concernant l'histoire militaire suisse et ses efforts de défense pendant la Seconde guerre mondiale, notamment sa thèse sur le général Herzog (1945), deux volumes de L'État-major général suisse (1991; 1995) et Friede in Unabhängigkeit: von der totalen Landesverteidigung zur Sicherheitspolitik (1983), centré aussi sur la Guerre froide.